# 4ヵ国連合

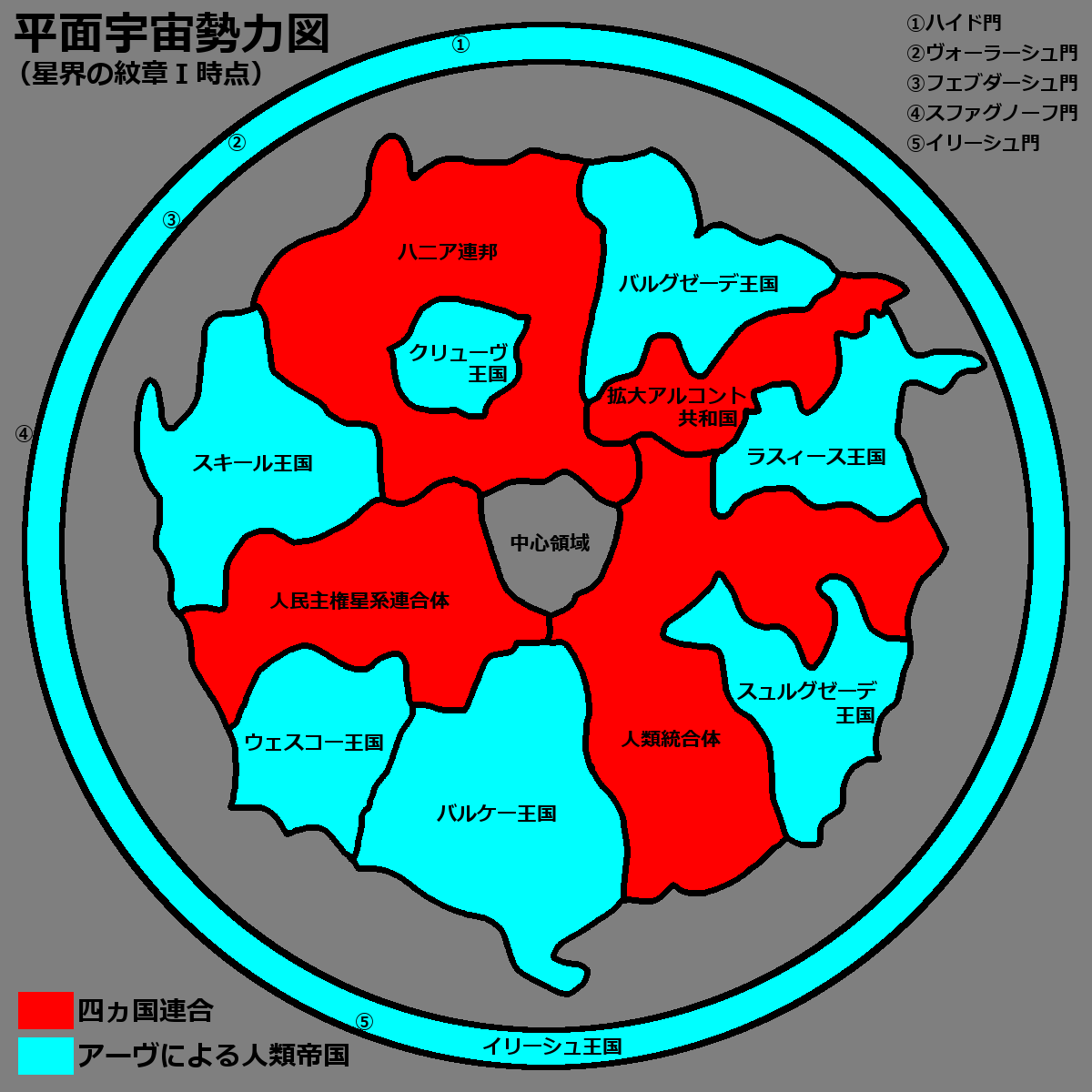
星界シリーズにおける天河銀河内の平面宇宙の勢力図（帝国暦952年時点）。赤色が4カ国連合、青色がアーヴによる人類帝国を構成する8王国

4ヵ国連合（よんかこくれんごう、アーヴ語:   、仮名表記: ブルーヴォス・ゴス・スュン、ラテン文字表記: Brubhoth Gos Synr）とは、森岡浩之作の小説「星界シリーズ」に登場する星間国家間の軍事同盟で、正式名称はノヴァシチリア条約機構と言う。『4ヵ国連合』とはアーヴ側の呼称であり、彼ら自身は民主主義諸国と呼ぶことを好んでいる。
『紋章』（4ヵ国の大使及びスファグノーフ派遣平和維持軍）・『戦旗II・IV』（ハニア連邦大使及びロブナス星系）を除いて原作に4ヵ国連合の人物はほとんど登場せず、不明な点が多い。

## 沿革
人類により恒星間移民が開始されて以降、恒星間宇宙船の動力源はユアノンというエネルギーを放射する謎の粒子（太陽から0.3光年付近で最初の1個が発見された）による亜光速航法のみであり、恒星系間の移動には膨大な時間を要していた。しかし、ユアノンこと「門（ソード）」による平面宇宙航法が発見されたことにより状況は一変した。平面宇宙航法は、史上初の画期的な超光速航法を可能にした反面、人類の間に恒星間戦争を引き起こす原因となりえた。遺伝子改造によって誕生した新たな人種であるアーヴは、それを危惧し、人類社会を統一することで航法技術を力で独占するべく、アーヴによる人類帝国建国を宣言して他星系の併呑に奔走した。
ところが、アーヴたちより先に、偶然から平面宇宙航法を発見したスーメイ星系の人間たちが、高い対価と引き換えに20の星系へ、その技術を提供したことで、アーヴの目論見は外れた。その後、アーヴの危惧は的中し、平面宇宙航法を導入した星系による星間国家が多数誕生しては統合・分裂を繰り返した。一方、アーヴの方も時には紛争の当事者になり、皇帝2人と皇太子7人などの犠牲と引き換えに多数の星系を併呑した。そして最終的に、アーヴ帝国のほかに天河銀河に存在する星間国家は4つだけとなった。
帝国暦940年、4カ国はアーヴ帝国に対抗するために人類統合体のノヴァシチリア星系においてノヴァシチリア条約を締結。連合側は帝国の態度の軟化を期待していたが、帝国側は「自ら敵と宣言してくれた」と逆に感謝していた。
以降、両者の対立関係は穏やかなものであったが、帝国暦951年になると4ヵ国連合は帝国のハイド星系征服（帝国暦945年）を突如非難し、ハイド星系の独立及び帝国内への回廊設置などを要求。その間に、4ヵ国連合はアーヴ帝国を一気に覆滅するため、帝国から最短距離の「門」を捜索するイオラオス作戦を開始し（同作戦の開始時期は不詳であり、ノヴァシチリア条約締結前に開始していた可能性もある）、2つの「門」を発見。
帝国暦952年、4ヵ国連合は軍事評議会により発案されたヘラクレス作戦を発動し、発見した「門」から先制攻撃としてジントとラフィールが搭乗していた巡察艦ゴースロスを撃沈。連合側はゴースロスが先制攻撃したと主張し、スファグノーフ侯国を軍事占領。これに対し、アーヴ帝国皇帝ラマージュは連合への宣戦を布告。これが、帝国との長きに渡る戦争の始まりとなった。
国力は人類統合体、ハニア連邦、拡大アルコント共和国、人民主権星系連合体の順である。連合側の総人口は約1兆1000億人ほどである。なお、ハニア連邦が中立を宣言した後は3ヵ国連合（ブルーヴォス・ビス・スュン）と呼ばれていた。一部の人（登場人物も含めて）は、ハニア連邦は中立を宣言してノヴァシチリア条約機構から脱退したと誤解しているようであるが、ハニア連邦は依然として、ノヴァシチリア条約機構の正式な加盟国である。

## 加盟国

### 人類統合体
4ヵ国の中で最大の勢力を誇り、6000億余りの人口を擁する。リクパルという共通語を使用している。4ヵ国中、もっとも「自由と民主主義｣の布教に熱心であり、それゆえか4ヵ国の中でアーヴとその帝国を反民主的であると特に憎み、敵対的である。
しかし、その「自由と民主主義」の運用面での実態は、併合した惑星国家に対して「人類普遍の価値観」と称して自国の価値観を一方的に押し付けたり、所属する星々に文化的同化を半ば強要するなど独善的傾向が強い。自らの自由意志で惑星間国家への併合を決定したミッドグラットのように、啓蒙と称して文化に干渉してくる統合体よりも惑星の内政や文化に干渉しない帝国の方がマシと判断し、後者への併合を選択した例すらある。惑星間の交流が4か国中もっとも活発であるが、これも統合体国内の政治的・文化的統合を強化するために半ば強制的に交流を推奨する政策が取られているためである。このような考え方は4ヵ国第2の勢力であるハニア連邦の間でも一部に見られる。
元々複数の星間国家が連合して誕生した国家であり、政体も星系ごとの連邦制であるが、そのために数々の政策にもかかわらず内実はばらばらでそれほど統一されていないとされる。
また、アーヴへの憎悪のあまり、反民主主義とは直接関係無いようなアーヴ的な要素までも嫌悪し徹底的に排除・差別する政策が公然と行われており、かえって自由と民主主義を損なう結果を生み出している。その甚だしい例として、シレジア不老族に対する差別が挙げられる。人類統合体に併合される以前のシレジア共和国において遺伝子改造による不老化処置を受けた彼らは、軍事独裁国家であった同共和国の支配階級の子孫でもあるためか「先天的に民主主義の本質を理解できない」と決めつける偏見が軍内部においてもまかり通っている。また、シレジア不老族同士以外の人間との間で自然受胎によって生まれた子供は例外なく胎内で癌化するが、人類統合体においては受精卵段階での遺伝子検査および遺伝子調整はいかなる目的であっても違法であるため、シレジア不老族の結婚には厳しい規制が設けられている。占領したスファグノーフ侯国の惑星クラスビュールの一般住民に対しても、髪をアーヴ風に青く染める行為を「帝国に隷属的な奴隷民主主義の表れ」と決めつけた上で「人類に相応しい色に染め直す」ように指示し、指示を無視し続けた市民の髪を強制的に刈り取るなどの行為が行われていた。
麻薬は当然のことタバコも禁止されるなど妙に厳格な点も多い。死刑制度は無く（ただし、ロック・リンを処刑したハイド伯国のように、各星系の法はある程度尊重するらしい）、更生不可能な犯罪者は惑星全体を刑務所とした「更生施設」に収容される。
国民は星系単位のみの政治に関与できる星系市民と統合体の政治に関与できる統合体市民の2種類に分けられており、この両者の権利の格差から、前者を2級市民、後者を1級市民と考える者もいる。なお、星系市民が統合体市民に格上げされるには、共通語のリクパルを話せることが条件の一つとされている。
軍事力においては艦艇の性能自体は帝国の同種艦とほぼ互角であり、多弾頭機雷のような新兵器を開発するなど技術力も決して低くはないが、作戦内容が硬直的で柔軟性に欠ける傾向がある。また、戦場に督戦官や報道官などの官僚を随伴させる風習がある。
上記の勢力図ではラスィース王国とスュルグゼーデ王国により楔を打ち込まれる状態になっており、『戦旗I』では帝国は両王国を出撃基地として人類統合体を攻撃している。
『戦旗V』にて、平和維持軍の主力を密かにハニア連邦領内に送り込み（連合艦隊の約8割）、防御が手薄であったクリューヴ王国へ侵攻、一気に帝都ラクファカールに奇襲攻撃をかける。帝都攻防戦で、帝国側の自爆攻撃のために多大な損害を受けつつも、史上初めて帝都ラクファカールを攻略することに成功した。その勢いのまま、臨時帝都へ脱出する帝国軍に追撃をしかけたが、これは不死鳥第七艦隊によって撃退された。
『戦旗VI』においてはスキール門からの侵攻部隊の9割以上を占めている。

### ハニア連邦
数多ある星間国家の中で帝国暦959年段階において唯一、当時のアーヴ帝国の帝都ラクファカールに大使を置いていた。また、領土内にアーヴ帝国八王国の一つであるクリューヴ王国が孤立して存在する。
アーヴに先駆けて平面宇宙（ファーズ）航法を確立したスーメイ人が各惑星に移住したことにより、人類社会で初めて誕生した星間国家。他の星間国家が戦争などによる拡大を経験しているのに対し、ハニア連邦のみが純粋な移民によって勢力拡大したという歴史を持つ（ただし、すでに他民族が開発した惑星に大量移民し、スーメイ人がその惑星を乗っ取る形で連邦に併合した例はある。また併呑される側にとっては詐欺的な取引で、惑星を併呑しようとした例がある。）。他の星間国家が多民族国家であり、国家としての統合を維持するのに苦慮、あるいは諦めているのに比べ、ハニア連邦はスーメイ系移民を共通して祖先に持つという歴史から、事実上スーメイ人の単一民族国家であり国家統合は比較的上手くいっている。連邦中央政府では「皇帝」と呼ばれる人工知性を顧問としてその勧告に従って政策を決定している。
スーメイ人は人類史上初めて平面宇宙航法を確立した先進的な民族で、その勢力の大きさから考えても民族単体としてはアーヴに次ぐ存在である。彼らが星間国家を運営する主な動機は、自分たちスーメイ人だけの世界（星系）を守り、その価値観と意識（アイデンティティ）を保ち続けるためで、宇宙空間や平面宇宙航法技術の独占にはほとんど関心がない。移民による勢力拡大も人口過剰対策の結果であり、個々のスーメイ人は「なるべくひとつの惑星で一生を終えるのが最高の人生である」という価値観から、各惑星への帰属意識がかなり強い。そのため、各惑星の経済格差は著しいが、ほとんどの惑星は自給自足が可能であることと、他惑星の事に関心を持たない民族性により、特に問題視されていない。宇宙軍関係者を除けば、政治家や国民の大半は自星系のみに関心を示し、宇宙には無関心である傾向が強い。その反面、国内での政治闘争はしばしば凄惨になることが多い。
上記の事情から、スーメイ人の伝統と星系内での政治的独立を容認してくれるのなら、どこか別の星間国家に服属しても構わないとすら考える「地上派（連邦側の呼称は保守派）」が存在している。服属先としては、個々の地上世界の内政に対する不干渉を決め込むアーヴ帝国が挙がっている。「地上派」は帝国暦959年時点で、連邦中央政府での実権を掌握していた。「地上派」と対極に位置する「宇宙派（同じく連合派）」と呼ばれる勢力も存在し、国家の行く末を巡って熾烈な権力争いをしている。
帝国の情報局からは、ハニア連邦の軍は規模はまずまずなものの、装備が旧式な上指揮系統にも問題があり、総力戦となれば自国の領土を守ることすらままならない、と評価されている。その一方で、情報収集能力、国外に対する自国の機密保持は非常に高く評価されている。
イリーシュ沖会戦には参加せず、会戦後、4ヵ国連合側が帝国に先制攻撃したという事実を帝国側に突きつけられて中立を宣言した。
帝国暦959年、権力闘争の末に劣勢な立場に立たされつつあった「地上派」は、自分たちが連邦中央政府の権力を掌握している間に国家ごとアーヴ帝国に帰順することを画策する。「地上派」の一人ティン・クイハン駐帝国大使は、皇帝ラマージュに接触して帝国への帰順を打診したが、大使が提示した条件を巡って帝国側の協議は難航。最終的に、大使の提案に沿った形で連邦を武力併合する｢雪晶作戦｣が発動することとなった。だが帝国艦隊が改称・再編された直後、連邦は突如としてクリューヴ王国へ侵攻する。それにともないティン大使は外交官特権を停止された。上述の通り連邦中央政府は「地上派」が中枢を占めていたが、宇宙軍の関係者は例外なく「宇宙派」であった（かつてわずかに存在した地上派の宇宙軍関係者は秘かに粛清されていた）。「地上派」の政策に反対していた宇宙軍は3ヵ国連合と独自に、かつ秘密裏に連絡を取り、中立の破棄と参戦を決めた。宇宙軍は連邦中央政府に無断で密かに3ヶ国連合軍の主力部隊を自国に引き入れる一方、自分たちの行動が連邦中央政府に露見しないようにわずか2隻の宇宙戦艦を出してクリューヴ王国へ侵攻した。事実上の叛乱ではあるが、連邦中央政府は結局追認せざるを得なかった。連邦中央政府と軍の分裂が結果的に雪晶作戦の失敗と「4ヵ国連合」軍による帝都侵攻作戦の成功につながった。
『戦旗VI』では10年の間に人民主権星系連合体と独自に合同軍を組織し、連合体内に連邦宇宙軍を駐留させる。結果、連合体は半ば占領された状態となった。帝国軍による霹靂作戦による連合体降伏後も、宇宙軍は「宇宙派」領袖のアイ・ライネン元帥を中心として旧連合体領エミクーシ星系に居座った状態にある。その一方、地上派は人工知性の勧告に従う形で完全に包囲した状態のスキール王国（事実上セスカル子爵領のみ）へ極秘のうちに軍使を送り込んで情報交換を行っており、事実上、連邦は地上派と宇宙派で完全に分断状態にある。
なお、料理は高く評価されているが、酒にはろくな物がないといわれる。

### 拡大アルコント共和国
事実上名前のみ登場。強力な官僚機構を有する。主星系であるアルコントが文化的、経済的に突出しているお陰で国の統一が保たれているが、多民族国家ゆえの悩みも抱えている。4ヵ国の中では最も地上世界的な国家であると言われている。
『戦旗V』では4ヵ国連合艦隊の約1割を占めた。

### 人民主権星系連合体
その名の通り主権を持つ惑星国家が平等の立場で連合した国家であり、各星系が大きな権限を持ち、軍隊も星系ごとに所有している。各惑星の文化的差異も大きく、それがために「4ヵ国中、最もアーヴ的な星系運営を行っている」と呼ばれている。むろん、強大な帝国が星系間の交易と空間戦力を独占する事によって各惑星を支配するアーヴとは国家機構は全く異なり、各惑星が政治的・文化的自主性を持つ事だけが共通点である。また、連合体政府の職員の大半は連合体軍関係者で占められており、二代続けて政府職員となることが禁じられているなど独自の制度があり、連合体政府の役割は極めて限定的なものとされている。主星系はノヴ・キンシャス。元首は連合体大統領。
反帝国で参戦したというより、人類統合体に侵攻される事を恐れて反帝国の足並みを揃えた国であるとされる。何故なら、仮にアーヴ帝国に敗れて併合される事があっても、各惑星の自主性はそのまま保たれるが、人類統合体に併合された場合は自主性は剥奪されてしまうからである。ただし、以上はアーヴ帝国の情報局による分析であり、真実かどうかは現在の所は不明である。『戦旗V』では4ヵ国連合艦隊の約1割を占めた。
『戦旗VI』では10年の間にハニア連邦と独自に合同軍を組織し、領内に連邦宇宙軍の駐留を受け入れたが、対帝国強硬派の宇宙派で構成された連邦宇宙軍により連合体は半ば占領された状態となった。その後、帝国軍の霹靂作戦によって連合体・連邦合同軍の拠点があったバハメリ星系が陥落し、続けてノヴ・キンシャス星系周辺の艦隊も壊滅したために連合体政府は帝国に対して降伏を受諾。4ヵ国連合で最初に滅亡した国家となった。帝国により、所属星系の主権返上並びに編入が進められる一方、連邦宇宙軍は連合体領だったエミクーシ星系へ集結している。
長射程時空機動爆雷（宇宙版巡航ミサイル）という、アーヴ側ではあまり使い勝手が良くないと考えられている兵器を重視しており、アーヴからは、戦いの相手としては面白みがないと評される連合体軍だが、この一点においてのみアーヴから面白がられている。それ以外にも、防衛艦（ボーリア）と呼ばれる、時空泡発生装置を搭載していない艦艇を運用しているのも特徴である他、連合体が用いる凝集光砲はやたら出力があり、帝国の突撃艦の主砲（反陽子砲）よりも強力である。以上、アーヴ帝国や人類統合体と比較して独特な兵器体系を有している。